# 미야모토 미츠루
미야모토 미츠루(宮本 充 미야모토 미쓰루[*], 1958년 9월 8일 ~ )는 일본의 남자 성우이다.

## 출연작
- 유유백서 - 아카렌쟈
- 바람의 검심 - 우지키 경위
- 아기와 나 - 에노키 하루미
- The Big-O - 로져 스미스
- Z.O.E Dolores, i - 레온 링크스
- 나루토 - 아카호시
- 건슬링거 걸 - 장
- 라제폰 시리즈 - 키사라기 이츠키
- 기동전사 건담 외전 콜로니가 떨어진 땅에... - 맥시밀리언 버거
- 바카노! - 마이저 아발로
- 소년탐정 김전일 - 코죠 타쿠야, 시부사와 케이스케
- 채운국 이야기 - 남설나
- 최유기 LELOAD - 광명 삼장법사
- 최유기 LELOAD GUNLOCK - 광명 삼장법사
- 풀 메탈 패닉 후못후 - 미즈호시 이오리
- 헤비 레인 - 에단 마스 (더빙)
- [후르츠 바스켓] - 소마 아야메
- 에어기어 - 타케우치 소라
- 카타나가타리 - 우네리 긴카쿠
- 죠죠의 기묘한 모험 -황금의 선풍- - [비네가 도피오], [디아볼로]
- 울프스 레인 - 하브 리보스키
- 후르츠 바스켓 - 소마 아야메(뱀)
- 불꽃의 마라쥬 - 후마 고타로
- 이누야샤 - 타케다 쿠라노스케
- 빅오 - 로저 스미스
- 츠바사 크로니클 - 카일 론더트
- 메탈 파이트 블레이드 - Dr.지그렛
- 그래플러 바키 - 시노기 쿠레하
- 블루드래곤 - 콘라드 L. 로렌츠
- 팻숍 오브 호러즈 - 켈리 빈센트
- 마법의 스테이지 팬시라라 - 아사기리 선생
- 여기는 공원 앞 파출소 - 나카가와 케이이치
- 우주여행사 야트 - 돈즈 메리골드
- 슈퍼돌 리카쨩 - 마키야마 루이
- 혈계전선 - 스티븐.A.스타페이즈

나만이없는거리 - 야시로 가쿠
문호스트레이드독스 - 모리 오가이

## 영화
- 라이온 킹 - 심바
- 벅스 라이프 - 플릭